# Pantoclis leviventris
Pantoclis leviventris är en stekelart som först beskrevs av Jean-Jacques Kieffer 1907.  Pantoclis leviventris ingår i släktet Pantoclis, och familjen hyllhornsteklar. Arten är reproducerande i Sverige.